# Zdeněk Pinc

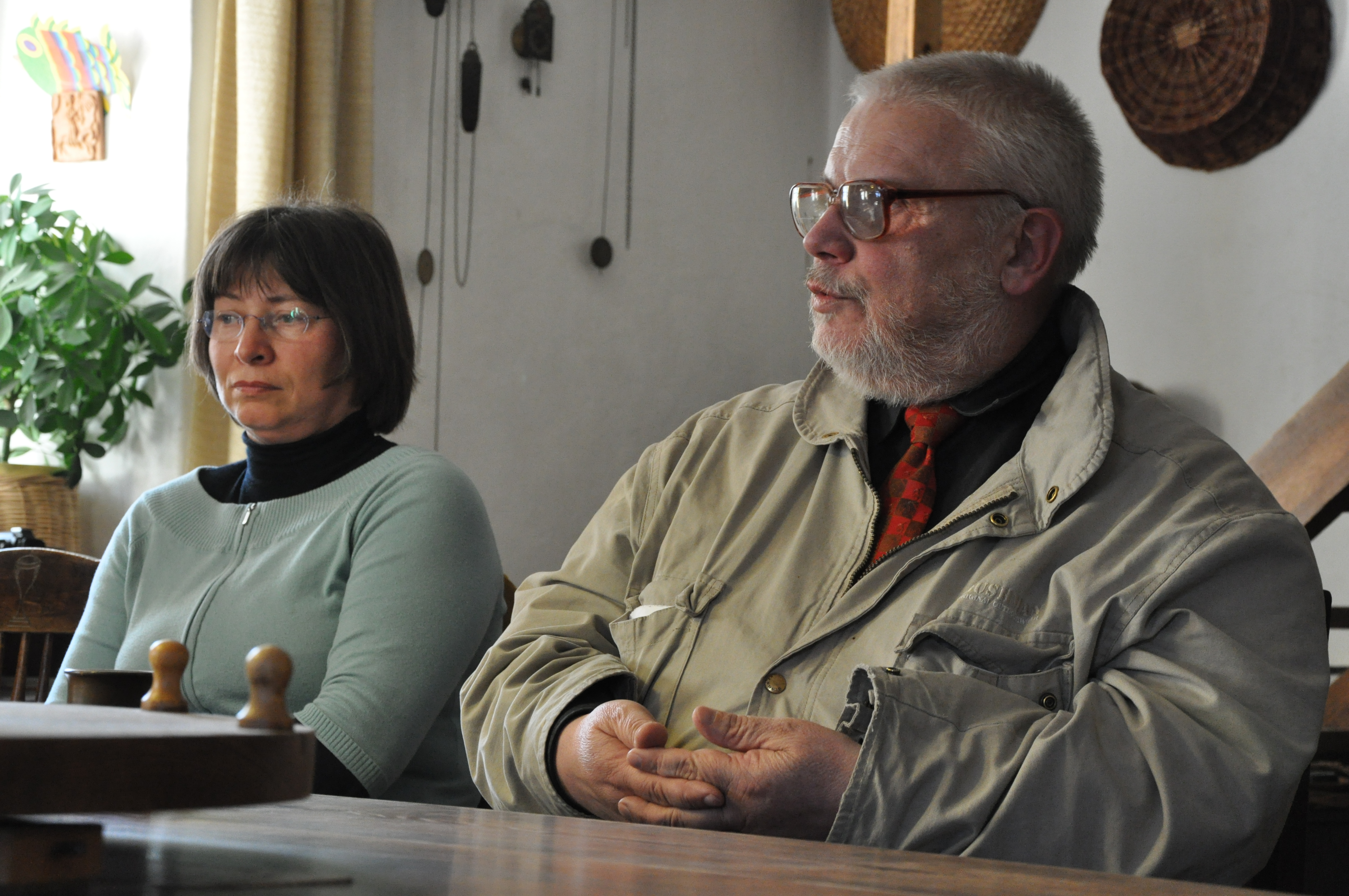
Zdeněk Pinc se svou manželkou (2010)

Zdeněk Pinc (* 10. února 1945 Příbram) je český pedagog, filosof, publicista a bývalý chovatel exotického ptactva. V současné době přednáší na Fakultě humanitních studií Univerzity Karlovy v Praze.

## Životopis
Jeho otec byl František Pinc st. Po maturitě na střední škole v Příbrami studoval divadelní vědu, sociologii a konečně filosofii na FF UK v Praze. Koncem šedesátých let se velmi angažoval ve studentském hnutí, byl členem Akademické rady studentů (ARS) a působil v redakci Lidových noviny, Literárních listů a Listů
. Po promoci v roce 1969 byl přijat jako aspirant prof. Patočky a asistent na katedře filosofie FF UK, roku 1973 však musel fakultu opustit a pracoval jako romský kurátor, po podpisu Charty 77 jako noční hlídač a nakonec jako programátor v družstvu META. Po celá 80. léta pořádal doma filosofické večírky, kam chodila řada budoucích filosofů.
V roce 1990 byl jmenován docentem filosofie a stal se vedoucím Katedry filosofie a společenských věd na Pedagogické fakultě UK, funkcionářem Akademického senátu UK a později vedl i Ústav filosofie a religionistiky na FF UK. V roce 1993 zahájil jako ředitel IZV UK ve spolupráci s fakultami UK bakalářský a tři magisterské studijní programy, které v roce 2000 převedl na nově vzniklou Fakultu humanitních studií. Zde působil jako proděkan pro studijní záležitosti až do roku 2007, od té doby má na starosti záležitosti studentů.
Je ženatý a s manželkou Eliškou, roz. Urbanová, má pět synů.

## Odborná činnost a publikace
Zdeněk Pinc se věnuje hlavně fenomenologii, filosofii výchovy a etnologii. Byl řešitelem celé řady grantů, zvláště významný byl grant na podporu vydávání překladů dříve nedostupné filosofické literatury. Napsal velké množství esejí do Literárních novin, po roce 1990 pravidelně přispíval do časopisu Přítomnost a byl spoluvydavatelem řady Scientia et Philosophia (s doc. Fialou a prof. Neubauerem). Napsal a publikoval řadu statí o filosofii výchovy, etice a fenomenologii.
Roku 2005 byl vyznamenán Medailí 1. stupně Ministerstva školství, mládeže a tělovýchovy ČR.
- Pinc, Z., Počítat do pěti, Praha, 1998
- Pinc, Z., Fragmenty k filosofii výchovy, Praha, 1999
- Sokol, J. Pinc, Z., Antropologie a etika, Praha, 2003

## Kritika
Fyzik Mgr. Radek Žemlička, Ph.D., se ve svém videu z 5. 1. 2024 kriticky vyjádřil k přednášce docenta Pince z roku 2017, v níž se věnuje De Broglioevě hypotéze a mylně tvrdí, že ve vědě je nepřípustné mít více než jeden popis určitého fenoménu. Ve svém dalším videu z 22. 12. 2024 kritizuje Žemlička jinou Pincovu přednášku z roku 2015; v ní Pinc srovnává materialisty s islámskými teroristy. 